# San Carlo Opera Company
San Carlo Opera Company war der Name von zwei verschiedenen Opernkompagnien, die nacheinander in der ersten Hälfte des 20. Jahrhunderts in den Vereinigten Staaten tätig waren.

## Die San Carlo Opera Company von Henry Russell
Die erste San Carlo Opera Company wurde 1904 vom Impresario Henry Russell gegründet, zunächst als Tournee-Arm des Teatro San Carlo von Neapel, Italien. Die Kompagnie wurde bald zu einer eigenen Institution und tourte im Herbst 1905 an die Royal Opera in London und Anfang 1906 nach Boston. Die Gruppe blieb in Boston ansässig und tourte von 1906 bis 1909 mit italienischen Opern hauptsächlich durch die Vereinigten Staaten, zusätzlich zu den Auftritten in Boston. Mit der Eröffnung des Boston Opera House im Jahr 1909 wurde die Kompagnie im Wesentlichen von der neu gegründeten Boston Opera Company unter der Führung von Russell übernommen und hörte damit auf zu existieren.
Bedeutende Sänger, die mit Russells San Carlo Opera Company auftraten, waren die Sopranistinnen Fély Dereyne und Alice Nielsen sowie der Tenor Florencio Constantino, die Sopranistinnen Lillian Nordica und Tarquinia Tarquini, die Tenöre Riccardo Martin und Umberto Sacchetti, die Kontra-Altistin Rosa Olitzka sowie der Bassist Andrés de Segurola.

## Die San Carlo Opera Company von Fortune Gallo
Die zweite San Carlo Opera Company (später: San Carlo Grand Opera Company) war eine große Operntruppe, die vom italienisch-amerikanischen Impresario Fortune Gallo gegründet wurde. Gallo übernahm 1910 die Leitung einer von Mario Lombardi geleiteten Tournee-Opernkompagnie, die in St. Louis, Missouri, gestrandet war, und brachte sie nach New York zurück, ordnete ihre Finanzen und organisierte sie neu als San Carlo Opera Company im Dezember 1913 mit einer Uraufführung von Georges Bizets Carmen. Bis zu ihrer Auflösung Mitte der 1950er Jahre tourte die Kompagnie – 100 Mitglieder, darunter 30 Instrumentalisten – jährlich durch die USA und Kanada, besuchte Städte und Gemeinden, die von anderen Kompagnien schlecht bedient wurden, und wagte sich oft bis nach Europa und Südamerika.
Ein Teil von Gallos Erfolg war, lokale Talente einzusetzen und deren Einsatz stark zu fördern, um den Ticketverkauf anzukurbeln. Zudem blühte die Kompagnie unter der musikalischen Leitung des Dirigenten Carlo Peroni von 1921 bis zu seinem Tod 23 Jahre später. 1927 baute Gallo das Gallo Opera House in der West 54th Street in New York. Es wurde später zum Nachtclub Studio 54.
Die San Carlo Opera Company kann für sich beanspruchen, 1929 im allerersten Tonfilm einer kompletten Oper, Ruggiero Leoncavallos Pagliacci, aufgetreten zu sein. Gallo versuchte nicht, die Oper in ein „bewegtes Bild“ zu verwandeln, sondern integrierte eine gefilmte Bühnenproduktion in die Aufführung, die mit Bühnenbildern, eingerahmt vom Proszenium, gespielt wurde.
In den Kriegsjahren 1943 und 1944 produzierte Gallo in Chicago, wo es seit einigen Jahren keine ansässige Opernkompagnie mehr gab, eine komplette Opernsaison unter dem Namen Chicago Opera Company, wobei er sowohl seine San-Carlo-Kompagnie als auch Gastkünstler verwendete. Nach Peronis Tod im Jahr 1944 übernahm Nicola Rescigno (1916–2008) die Rolle des Musikdirektors. Er wurde 1947 von Carlo Moresco (1905–1990) abgelöst, der bis zur Auflösung der Kompagnie 1955 als ihr Musikdirektor fungierte.
Bedeutende Sänger, die mit der Kompagnie auftraten, waren unter anderen Giovanni Martinelli, Léon Rothier, Tamaki Miura, Antonio Paoli sowie Giuseppe Agostini.
Unter den kanadischen Sängern waren Elizabeth Campbell (unter dem Pseudonym Maddalena Carreno), Pauline Donalda, Margaret George, Mary Henderson, Raoul Jobin, Jeanne Pengelly, Simone Quesnel, Joseph Royer (teils unter dem Pseudonym Giuseppe Battistini) und Kenneth Sakos.